# Domestica (album)
Domestica è il terzo album dei Cursive. È il primo album realizzato dopo la riunione della band, con Ted Stevens alla chitarra.
L'album, scritto in seguito al divorzio di Tim Kasher ed è un concept album che descrive la storia di una giovane coppia: "Sweetie" e "Pretty baby". Nonostante i conflitti e le differenze, la coppia alla fine rimane unita, come affermato da Kasher in un'intervista.

## Tracce
1. "The Casualty" – 3:30
2. "The Martyr" – 3:57
3. "Shallow Means, Deep Ends" – 3:37
4. "Making Friends and Acquaintances" – 2:58
5. "A Red So Deep" – 4:40
6. "The Lament of Pretty Baby" – 3:15
7. "The Game of Who Needs Who the Worst" – 3:34
8. "The Radiator Hums" – 3:24
9. "The Night I Lost the Will to Fight" – 3:19